# Форж-лез-О
Форж-лез-О (фр. Forges-les-Eaux) — город на севере Франции, регион Нормандия, департамент Приморская Сена, округ Дьеп, кантон Гурне-ан-Бре. Расположен в 44 км к северо-востоку от Руана и в 57 км к юго-западу от Дьепа, в 18 км от автомагистрали А28 «Дорога эстуарий». Известный термальный и спа курорт.
Население (2018) — 3 813 человек.

## История
Известный до 1186 года как «Де-Форжи», город первую часть своего названия — Forges — получил из-за того, что со времен Римской империи он был важным центром добычи железной руды. Вторая часть появилась с XVI века благодаря терапевтическому использованию местных термальных вод.
В XIV веке сюда на воды приехала Бланка Наваррская, вдова короля Франции Филиппа VI. Но по настоящему это место стало модным с 1632 года, когда в Форже побывали король Людовик XIII, его жена Анна Австрийская и кардинал Ришельё. Благодаря визиту короля в Форже были разбиты сады и парки, устроенные многочисленные водные источники, включая существующие до сих пор три озера. Впоследствии на водах в Форже побывали многие известные французы.
С 1797 года до конца XIX века в городе работал большой завод по производству керамических изделий.
В 1872 году в Форж-лез-О было открыто казино, сгоревшее в 1896 году и восстановленное в 1902 году. Сейчас оно входит в число первых пятнадцати казино Франции и является ближайшим к Парижу после Анген-ле-Бен.

## Достопримечательности
- Церковь Святого Элуа XIX века
- Жизорские ворота, ранее служившие входом в монастырь кармелитов
- Казино

## Экономика
Структура занятости населения:
- сельское хозяйство — 2,0 %
- промышленность — 4,8 %
- строительство — 4,0 %
- торговля, транспорт и сфера услуг — 49,1 %
- государственные и муниципальные службы — 37,0 %

Уровень безработицы (2017) — 17,2 % (Франция в целом — 13,4 %, департамент Приморская Сена — 15,3 %). 

Среднегодовой доход на 1 человека, евро (2018) — 19 210 (Франция в целом — 21 730, департамент Приморская Сена — 21 140).

## Демография
Динамика численности населения, чел.

## Администрация
Пост мэра Форж-лез-О с 2021 года занимает Кристин Лезюэ (Christine Lesueur). На муниципальных выборах 2020 года победил правый список во главе с Мишелем Лежёном (Michel Lejeune), получивший во 2-м туре 49,63 % голосов (из трех списков). Лежён был переизбран мэром, но в апреле 2021 года он скончался, и новым мэром была избрана Кристин Лезюэ, второй номер в избирательном списке.
| Период | Период | Фамилия       | Партия                                                                    | Примечания                                                                                        |
| ------ | ------ | ------------- | ------------------------------------------------------------------------- | ------------------------------------------------------------------------------------------------- |
| 1971   | 1995   | Пьер Бло      | Союз демократов в поддержку республики Объединение в поддержку Республики | член Генерального совета департамента                                                             |
| 1995   | 2021   | Мишель Лежён  | Союз за народное движение Республиканцы                                   | ветеринар, член Генерального совета и Совета департамента, депутат Национального собрания Франции |
| 2021   |        | Кристин Лезюэ |                                                                           | бухгалтер-эксперт                                                                                 |

## Города-побратимы
- Эрв, Бельгия
- Хетфилд, Великобритания

## Известные уроженцы
- Жак де Бетанкур (1477 — ок. 1527) — французский врач, первым ввёл термин «венерическое заболевание».

## Галерея

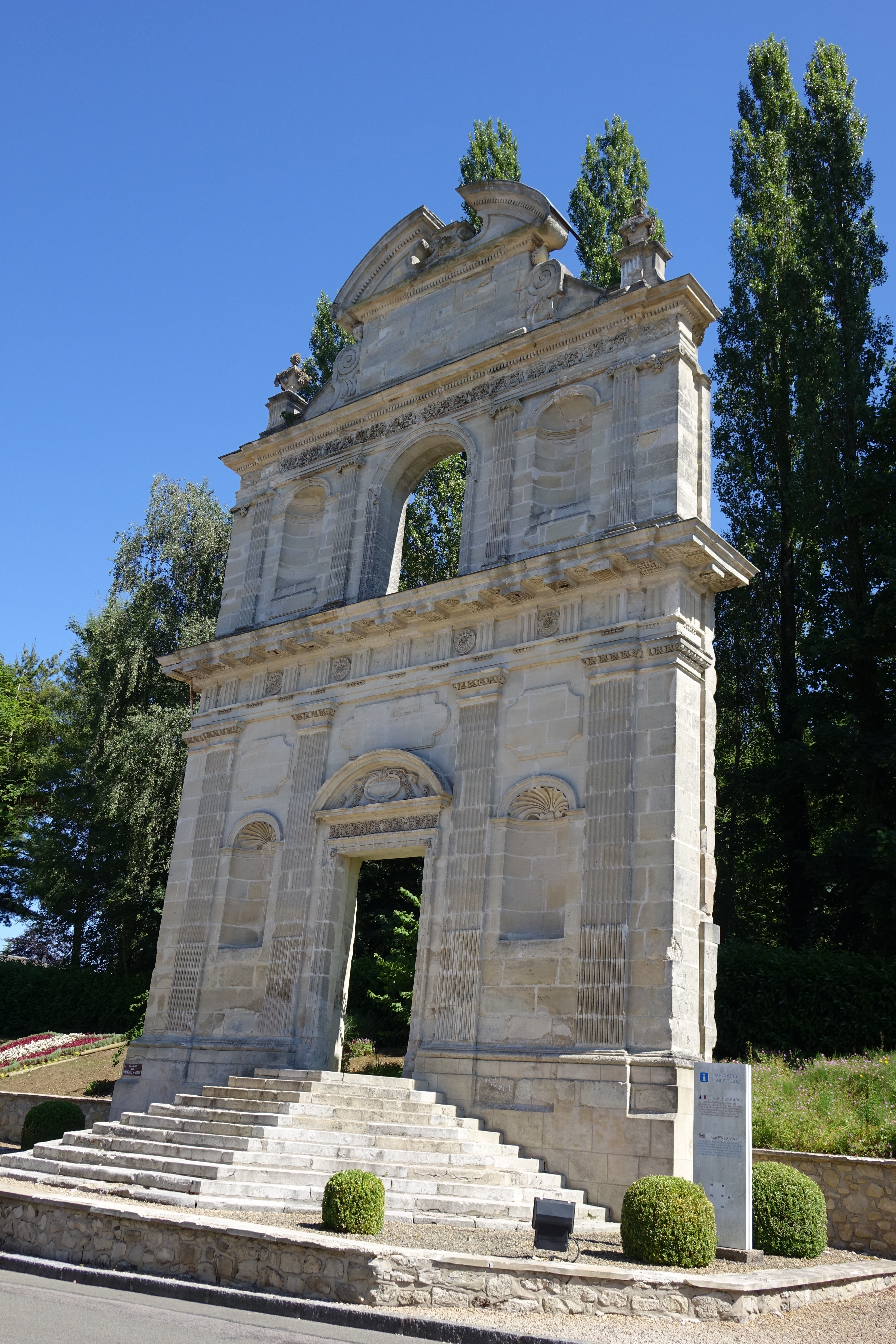
Жизорские ворота
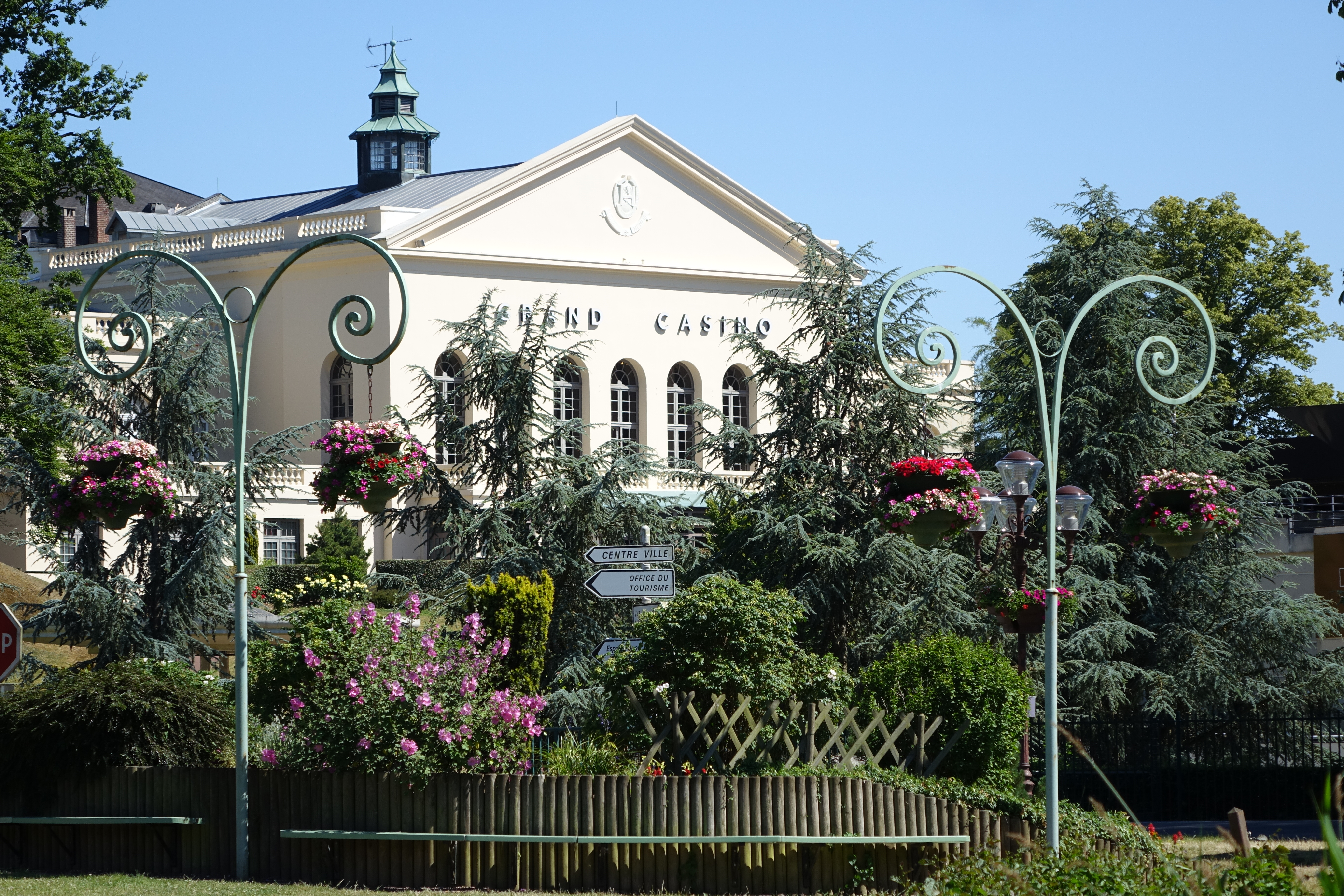
Казино
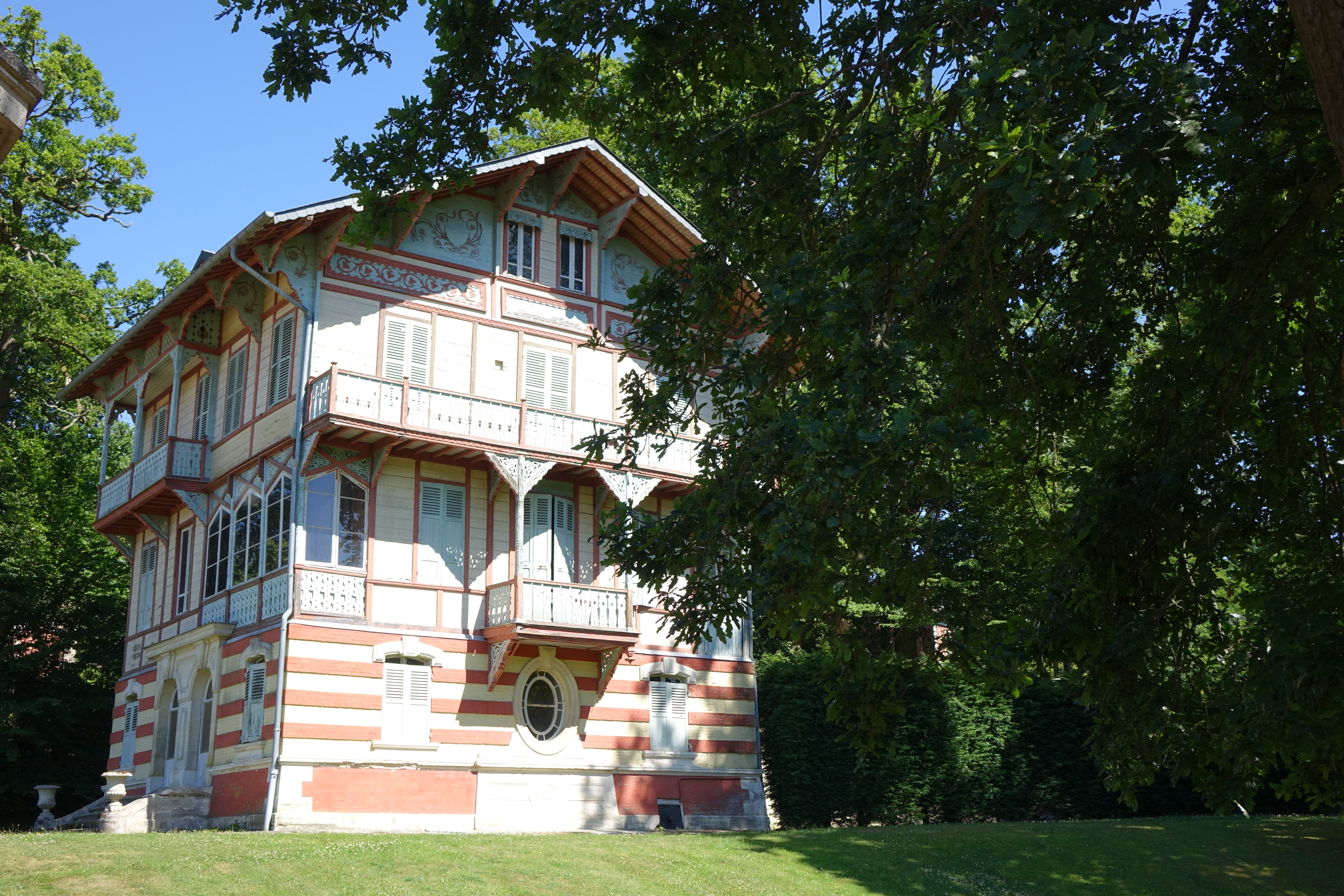
Вилла Ришельё